# Adolphe Menjou
Adolphe Jean Menjou, né le 18 février 1890 à Pittsburgh (Pennsylvanie) et mort le 29 octobre 1963 à Beverly Hills (Los Angeles) d'une hépatite, est un acteur américain d'origine française, spécialisé dans les rôles de Français dans les films hollywoodiens.

## Biographie
Fils de Jean Adolphe Menjou (1858-1917), un hôtelier français émigré à New York et originaire d'Arbus, et de Nora Joyce (1869-1953), Irlandaise native de Galway, Adolphe Menjou fut marié successivement aux actrices Katherine Conn Tinsley, Kathryn Carver (1899-1947) de 1928 à 1934 et Verree Teasdale (1903-1987) de 1935 jusqu'à sa mort. Avec sa dernière épouse, il adopta un fils : Peter Menjou (1936-2000).
Dans une centaine de films américains, il a interprété le rôle d'un Français.
Son frère Henri Menjou (1891-1956) fut également acteur. Les deux frères, parfaitement bilingues, parlaient aussi bien le français que l'anglais.
En 1947, il témoigna devant la commission des activités anti-américaines, et y manifesta un anti-communisme puissant, se déclarant expert en « marxisme, socialisme et stalinisme », et invita tous les Américains, hommes, femmes et enfants, à lire trente-cinq livres qu'il considérait comme essentiels, tels Le Capital ou L'Esclavage en Russie communiste.

## Filmographie

### Années 1910
- 1914 : The Acid Test de Maurice Costello et Robert Gaillard (court métrage) : un figurant
- 1914 : The Man Behind the Door de Wally Van : Monsieur Loyal
- 1916 : The Scarlet Runner (serial) de Wally Van et William P. S. Earle : un figurant
- 1916 : A Parisian Romance de Frederick A. Thomson : Julianai
- 1916 : Nearly a King (en) de Frederick A. Thomson : le baron
- 1916 : The Price of Happiness (en) d'Edmund Lawrence : Howard Neal
- 1916 : The Habit of Happiness d'Allan Dwan : un homme du monde
- 1916 : The Crucial Test de John Ince et Robert Thornby : le comte Nicolaï
- 1916 : The Devil at His Elbow de Burton L. King : Wilfred Carleton
- 1916 : The Reward of Patience (en) de Robert G. Vignola : Paul Dunstan
- 1916 : Manhattan Madness de John McDermott : un figurant
- 1916 : The Kiss (en) de Dell Henderson : Pennington
- 1916 : The Blue Envelope Mystery (en) de Wilfrid North : un figurant
- 1917 : The Valentine Girl (en) de J. Searle Dawley : Joe Winder
- 1917 : An Even Break de Lambert Hillyer : un figurant
- 1917 : The Amazons (en) de Joseph Kaufman : le comte de Grivel
- 1917 : The Moth (en) d'Edward José : le mari

### Années 1920

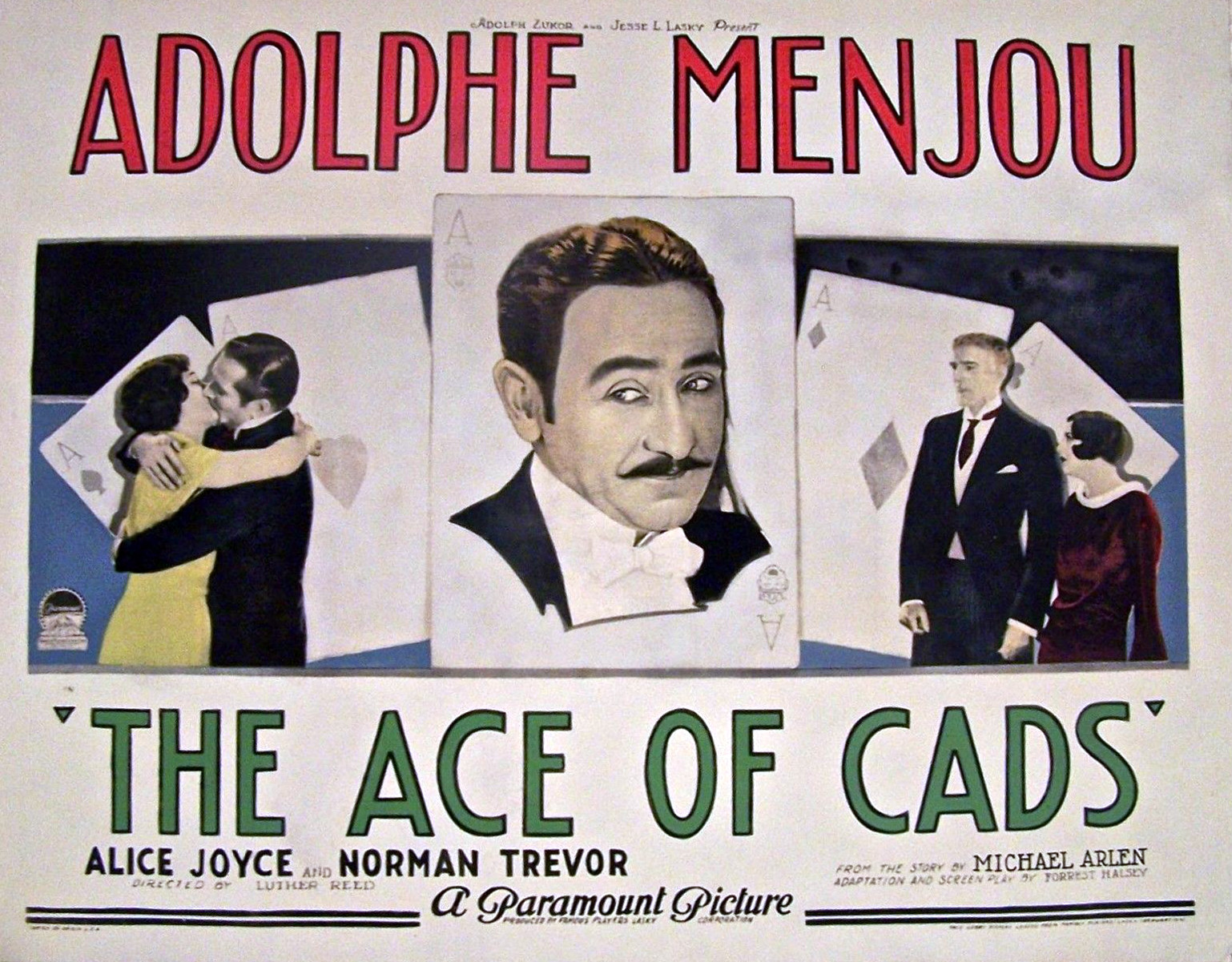
Adolphe Menjou dans The Ace of Cads en 1926.

- 1920 : What Happened to Rosa (en) de Victor Schertzinger : le reporter
- 1921 : The Faith Healer de George Melford : le Dr Littlefield
- 1921 : Par l'entrée de service (Through the Back Door) d'Alfred E. Green et Jack Pickford : James Brewster
- 1921 : Courage (en) de Sidney Franklin : Bruce Ferguson
- 1921 : Les Trois Mousquetaires (The Three Musketeers) de Fred Niblo : Louis XIII
- 1921 : Queenie de Howard M. Mitchell : le comte Michael
- 1921 : Le Cheik de George Melford : Raoul de Saint-Hubert
- 1922 : Arabian Love de Jerome Storm : le capitaine Fortine
- 1922 : Is Matrimony a Failure? de James Cruze : Dudley King
- 1922 : Head Over Heels (en) de Paul Bern et Victor Schertzinger : Sterling
- 1922 : The Fast Mail de Bernard J. Durning : Cal Baldwin
- 1922 : La Duchesse de Langeais (The Eternal Flame), de Frank Lloyd : le duc de Langeais
- 1922 : Pink Gods (en) de Penrhyn Stanlaws : Louis Barney
- 1922 : L'Accordeur (Clarence) de William C. de Mille : Hubert Stein
- 1922 : Singed Wings (en) de Penrhyn Stanlaws : Bliss Gordon
- 1923 : The World's Applause (en) de William C. de Mille : Robert Townsend
- 1923 : Bella Donna de George Fitzmaurice : Mr Chepstow
- 1923 : Le Roman d'une reine (Rupert of Hentzau) de Victor Heerman : le Comte Rischenheim
- 1923 : L'Opinion publique (A Woman of Paris) de Charlie Chaplin : Pierre Revel
- 1923 : La Danseuse espagnole (The Spanish Dancer) de Herbert Brenon : Don Salluste
- 1924 : Comédiennes (The Marriage Circle) d'Ernst Lubitsch : le professeur Josef Stock
- 1924 : Mon homme (Shadows of Paris) de Herbert Brenon : Georges de Croy
- 1924 : The Marriage Cheat de John Griffith Wray : Bob Canfield
- 1924 : Broadway After Dark de Monta Bell : Ralph Norton
- 1924 : For Sale de George Archainbaud : Joseph Hudley
- 1924 : Broken Barriers (en) de Reginald Barker : Tommy Kemp
- 1924 : Sinners in Silk (en) de Hobart Henley : Arthur Merrill
- 1924 : Open All Night (en) de Paul Bern : Edmund Durverne
- 1924 : The Fast Set (en) de William C. de Mille : Ernest Steel
- 1924 : Paradis défendu (Forbidden Paradise) d'Ernst Lubitsch : le chancelier
- 1925 : The Swan (en) de Dimitri Buchowetzki : Albert von Kersten-Rodenfels
- 1925 : Un baiser dans la nuit (A Kiss in the Dark) de Frank Tuttle : Walter Grenham
- 1925 : Are Parents People? de Malcolm St. Clair : Mr Hazlitt
- 1925 : Lost: A Wife (en) de William C. de Mille : Tony Hamilton
- 1925: Incognito (The King on Main Street) de Monta Bell : le roi Serge IV de Molvania
- 1926 : The Grand Duchess and the Waiter (en) de Malcolm St. Clair : Albert Durant
- 1926 : Son fils avait raison (Fascinating Youth) de Sam Wood : un invité
- 1926 : Au suivant de ces messieurs (A Social Celebrity) de Malcolm St Clair : Max Haber
- 1926 : Pour une femme (The Ace of Cads) de Luther Reed : Chappel Maturin
- 1926 : Les Chagrins de Satan (The Sorrows of Satan) de D. W. Griffith : le prince Lucio de Rimanez
- 1927 : La Blonde ou la Brune? (Blonde or Brunette) de Richard Rosson : Henri Martel
- 1927 : Un homme en habit (Evening Clothes) de Luther Reed : Lucien d'Artois
- 1927 : Monsieur Albert (Service for Ladies) de Harry d'Abbadie d'Arrast : Albert Leroux
- 1927 : A Gentleman of Paris de Harry d'Abbadie d'Arrast : le marquis de Marignan
- 1927 : Sérénade (Serenade) de Harry d'Abbadie d'Arrast : Franz Rossi
- 1928 : A Night of Mystery de Lothar Mendes : le capitaine Ferréol
- 1928 : Le Figurant de la Gaîté (His Tiger Wife) de Hobart Henley : Henri
- 1928 : His Private Life (en) de Roscoe Arbuckle : Georges Saint-Germain
- 1929 : Marquis Preferred (en) de Frank Tuttle : le marquis d'Argenville
- 1929 : Fashions in Love (en) de Victor Schertzinger : Paul de Rémy

### Années 1930
- 1930 : Amor audaz de Louis Gasnier et A. Washington Pezet : Albert d'Arlons
- 1930 : The Parisian de Jean de Limur : Jérôme Rocheville
- 1930 : Mon gosse de père de Jean de Limur : Jérôme
- 1930 : L'Énigmatique Monsieur Parkes de Louis Gasnier : Courtenay Parkes
- 1930 : Cœurs brûlés (Morocco) de Josef von Sternberg : Monsieur La Bessière
- 1930 : New Moon (en) de Jack Conway : le gouverneur Boris Brusiloff
- 1931 : Soyons gais d'Arthur Robison, version tournée en français de Let Us Be Gay : Bob Brown
- 1931 : Wir schalten um auf Hollywood de Frank Reicher
- 1931 : Quand on est belle de Jack Conway : William 'Will' Brockton
- 1931 : Men Call It Love (en) d'Edgar Selwyn : Tony Minot
- 1931 : The Front Page de Lewis Milestone : Walter Burns
- 1931 : Le Grand Amour (The Great Lover) de Harry Beaumont : Jean Paurel
- 1931 : Le Sphinx a parlé (Friends and Lovers) de Victor Schertzinger : le capitaine Geoffrey 'Geoff' Roberts
- 1931 : Prestige (en) de Tay Garnett : le capitaine Rémy Baudoin
- 1932 : Amour défendu (Forbidden) de Frank Capra : Bob Grover dit "99"
- 1932 : Two White Arms de Fred Niblo : le major Carey Liston
- 1932 : Bachelor's Affairs d'Alfred L. Werker : Andrew Hoyt
- 1932 : Diamond Cut Diamond de Maurice Elvey et Fred Niblo : Dan McQueen
- 1932 : The Night Club Lady (en) d'Irving Cummings : Thatcher Colt
- 1932 : L'Adieu aux armes (A Farewell to Arms) : le major Rinaldi
- 1933 : The Circus Queen Murder (en) de Roy William Neill : Thatcher Colt
- 1933 : Gloire éphémère (Morning Glory) de Lowell Sherman : Louis (Lewis) Easton
- 1933 : The Worst Woman in Paris? (en) de Monta Bell : Adolphe Ballou
- 1933 : Convention City d'Archie Mayo : T.R. (Ted) Kent
- 1934 : Easy to Love de William Keighley : John Townsend
- 1934 : Journal of a Crime de William Keighley : Paul Mollet
- 1934 : El Matador (The Trumpet Blows) de Stephen Roberts : Pancho Gomez
- 1934 : Petite Miss (Little Miss Marker) d'Alexander Hall : Sorrowful Jones
- 1934 : The Great Flirtation (en) de Ralph Murphy : Stephan Karpath
- 1934 : The Human Side (en) d'Edward Buzzell : Gregory Sheldon
- 1934 : Le Grand Barnum (The Mighty Barnum) de Walter Lang : Bailey Walsh
- 1935 : Chercheuses d'or de 1935 (Gold Diggers of 1935) de Busby Berkeley : Nicolai Nicoleff
- 1935 : Le Gondolier de Broadway (Broadway Gondolier) de Lloyd Bacon : le professeur Eduardo de Vinci
- 1936 : Soupe au lait (The Milky Way) de Leo McCarey : Gabby Sloan
- 1936 : Sing, Baby, Sing de Sidney Lanfield : Bruce Farraday
- 1936 : Wives Never Know d'Elliott Nugent : J. Hugh Ramsey
- 1936 : Tourbillon blanc (One in a Million) de Sidney Lanfield : Thaddeus 'Tad' Spencer
- 1937 : Une étoile est née (A Star Is Born) de William A. Wellman : Oliver Niles
- 1937 : Café métropole (Café Metropole) d'Edward H. Griffith : Monsieur Victor Lobard
- 1937 : Deanna et ses boys (One hundred men and a girl) de Henry Koster : John Cardwell
- 1937 : Pension d'artistes (Stage Door) de Gregory La Cava : Anthony Powell
- 1938 : Hollywood en folie (The Goldwyn Follies) de George Marshall : Oliver Merlin
- 1938 : Letter of Introduction (en) de John M. Stahl : John Mannering
- 1938 : Monsieur tout-le-monde (Thanks for Everything) de William A. Seiter : J. B. Harcourt
- 1939 : King of the Turf (en) d'Alfred E. Green : Jim Mason
- 1939 : Le Roi des reporters (The Housekeeper's Daughter) de Hal Roach : Deakon Maxwell
- 1939 : L'Esclave aux mains d'or (Golden Boy) de Rouben Mamoulian : Tom Moody
- 1939 : Micro folies (That's Right - You're Wrong) de David Butler : Stacey Delmore

### Années 1940
- 1940 : Changeons de sexe (Turnabout) de Hal Roach : Phil Manning
- 1940 : A Bill of Divorcement, de John Farrow : Hilary Fairfield
- 1941 : Histoire de fous (Road Show) de Hal Roach : le colonel Carleton Carroway
- 1941 : Papa se marie (Father Takes a Wife) de Jack Hively : Frederic 'Freddie' Osborne Senior
- 1942 : La Folle Histoire de Roxie Hart (Roxie Hart) de William A. Wellman : Billy Flynn
- 1942 : La Fièvre du jazz (Syncopation) de William Dieterle : George Latimer
- 1942 : Ô toi ma charmante (You Were Never Lovelier) de William A. Seiter : Eduardo Acuña
- 1943 : Hi Diddle Diddle d'Andrew L. Stone : le colonel Hector Phyffe
- 1943 : Rosie l'endiablée (Sweet Rosie O'Grady) d'Irving Cummings : Thomas Moran
- 1944 : Dansons gaiement (Step Lively) de Tim Whelan : Wagner
- 1945 : Man Alive (en) de Ray Enright : Kismet
- 1946 : Un cœur à prendre (Heartbeat) de Sam Wood : l'ambassadeur
- 1946 : The Bachelor's Daughters (en) d'Andrew L. Stone : Moody
- 1947 : I'll Be Yours (en) de William A. Seiter : J. Conrad Nelson
- 1947 : J'accuse cette femme (Mr. District Attorney) de Robert B. Sinclair : Craig Warren
- 1947 : Marchands d'illusions (The Hucksters) de Jack Conway : Mr Kimberly
- 1948 : L'Enjeu (State of the Union) de Frank Capra : Jim Conover
- 1949 : Il y a de l'amour dans l'air (My Dream Is Yours) de Michael Curtiz et Friz Freleng : Thomas Hutchins
- 1949 : Chanson dans la nuit (Dancing in the Dark) d'Irving Reis : Melville Crossman

### Années 1950
- 1950 : Pour plaire à sa belle (To Please a Lady) de Clarence Brown : Gregg
- 1951 : Le Grand Attentat (The Tall Target) d'Anthony Mann : Caleb Jeffers
- 1951 : Au-delà du Missouri (Across the Wide Missouri) de William A. Wellman : Pierre, le trappeur français
- 1952 : L'Homme à l'affût (The Sniper) d'Edward Dmytryk : le lieutenant de police Frank Kafka
- 1953 : Le Cirque en révolte (Man on a Tightrope) d'Elia Kazan : Fesker
- 1955 : La Loi du plus fort (Timberjack) de Joseph Kane : 'Sweetwater' Tilton
- 1956 : La Fille de l'ambassadeur (The Ambassador's Daughter) de Norman Krasna : le sénateur Jonathan Cartwright
- 1956 : Le Bébé de Mademoiselle (Bundle of Joy) de Norman Taurog : J. B. Merlin
- 1957 : Kidnapping en dentelles (The Fuzzy Pink Nightgown) de Norman Taurog : Arthur Martin
- 1957 : Les Sentiers de la gloire (Paths of Glory) de Stanley Kubrick : le général Georges Broulard
- 1958 : I Married a Woman de Hal Kanter : Frederick W. Sutton

### Années 1960
- 1960 : Pollyanna de David Swift : Mr Pendergast